# Лесной (Дергачёвский район)
Лесной — посёлок в Дергачёвском районе Саратовской области России. Входит в состав Камышевского муниципального образования.

## География
Посёлок находится в восточной части Саратовской области, в степной зоне, в пределах Сыртовой равнины, к юго-востоку от реки Большой Узень, на расстоянии примерно 25 километров (по прямой) к северу от посёлка городского типа Дергачи, административного центра района. Абсолютная высота — 108 метров над уровнем моря.

## Население
| 2002 | 2010 |
| ---- | ---- |
| 186  | ↘59  |

Гендерный состав
По данным Всероссийской переписи населения 2010 года в гендерной структуре населения мужчины составляли 52,5 %, женщины — соответственно 47,5 %.
Национальный состав
Согласно результатам переписи 2002 года, в национальной структуре населения казахи составляли 63 %, русские — 29 % из 186 чел.

## Улицы
Уличная сеть посёлка состоит из двух улиц (ул. Лесная и ул. Октябрьская).